# Les Amants réguliers
Les Amants réguliers är en fransk romantisk dramakomedi från 2005 i regi av Philippe Garrel.

## Utmärkelser
Filmen vann Louis Delluc-priset 2005.

## Roller (urval)
- Louis Garrel – François Dervieux
- Clotilde Hesme – Lilie
- Julien Lucas – Antoine
- Nicolas Bridet – Luc
- Mathieu Genet – Nicolas
- Marc Barbé – Jean
- Nicolas Maury – Gauthier
- Maurice Garrel – François farfar
- Brigitte Sy – François mamma